# Gregório de Matos
Pour les articles homonymes, voir De Matos.
Gregório de Matos Guerra né à Bahia (Brésil) le 23 décembre 1636 et mort le 6 novembre 1696 à Recife, est un célèbre poète baroque portugais, auteur de poèmes lyriques et religieux. Il vit sa vie entre le Portugal (1650-1681), où il fait sa formation universitaire, initie sa carrière administrative, commence à écrire son œuvre et se marie, le Brésil colonial (1681-1694), où il poursuit sa carrière administrative et son œuvre, et l'Angola (1694), où il est déporté par le gouverneur D. João de Lencastre qui souhaite le soustraire à ses ennemis et aux autorités religieuses de Bahia. Après avoir servi de négociateur entre les mutins de Luanda et les représentants de la Couronne, tombé malade, il est autorisé à revenir à Recife (à condition de cesser de publier), où il meurt.
Sa veine satirique, mordante, sa personnalité agressive, qui le firent surnommer O Boca de Inferno, « La Bouche de l'Enfer », étaient, cependant, tempérées par un talent poétique unique, qui lui assura une place irremplaçable dans la littérature portugaise. Sa vie et son œuvre sont marquées par la contradiction entre une vie en quête de spiritualité et la révolte qu'il ressentait contre la débauche et la corruption régnantes à l'époque.
" Le peuple a donné à Gregório de Matos le sobriquet de O Boca do Inferno; et aucun professeur de critique ne peut outrepasser l'exactitude de cette psychologie contenue en deux mots  "... canaille... et ... génie...''

## Biographie
Gregório de Matos Guerra est le fils d'un riche propriétaire terrien blanc et d'une mâtronne blanche bahiane, dona Maria da Guerra. Son père planteur possédait deux engenhos de canne-à-sucre et 130 esclaves. En 1650, il est envoyé à l'université de Coimbra, au Portugal, pour apprendre le droit canonique. Il y découvre les œuvres de Camões et autres quintistes, ainsi que le baroque en plein essor à travers le Cancionero Geral, Góngora, Quevedo, Gracián, etc. Il sort docteur in utroque de Coimbra et épouse dona Michaela de Andrade, fille d'un juge de la Cour d'Appel.
En 1663, il est nommé juge de l'extérieur (juiz de fora) d'Alcácer do Sal, après avoir attesté qu'il était de « sang pur », comme l'exigeait la loi à l'époque. Nommé juge des orphelins (juiz dos Orfãos), intégré à la Compagnie de Jésus et élu procureur de Salvador, à Lisbonne, en 1672, il acquiert en métropole une réputation de satiriste féroce et d'improvisateur talentueux. Mais ses satires lui valent alors déjà de sérieux ennuis. Il est destitué de sa charge de procureur en 1674. Après la mort de sa femme, il retourne à Bahia en 1681. Sa poésie garde alors sa tournure satiriste, tournée contre tous, y compris contre les puissants.
Nommé vicaire général en 1683 et grand trésorier de Bahia, menant une vie dissolue et refusant de porter l'habit ecclésiastique il est démis de ses fonctions. Sa poésie prend alors un tour radical. Il n'hésite pas à employer un vocabulaire argotique, voire vulgaire ou ordurier. C'est à cette époque que lui est donné son surnom de « Bouche de l'Enfer » (Bôca de Inferno). Sur dénonciation, une enquête de l'Inquisition est ouverte contre lui. Elle n'aboutira jamais ce qui lui valut un immense prestige. Épouse en secondes noces Nise (Maria dos Povos) en 1685. Ils vivent dans l'indigence. Échappant à la haine mortelle de ses ennemis il est embarqué de force par ses amis pour l'Afrique. Son séjour à Luanda, en pleins troubles sociaux, il est nommé par les mutins négociateur auprès du gouverneur de l'Angola. Menant double jeu, il se crée encore une fois la haine mortelle de tout le monde.
Ne pouvant retourner à Bahia sans craindre pour sa vie, il est autorisé à s'installer à Recife en 1695, à condition qu'il cesse d'écrire, mais on lui attribuait toutes les satires collées au portail de la cathédrale de Salvador. Il meurt le 26 novembre 1696 à Récife, en impie ou dans la dévotion selon les sources. Son œuvre circule de façon orale pendant près d'un siècle. Le premier manuscrit apographe apparaît en 1775.
- 1882: première édition de ses œuvres à Rio.
- 1969: première tentative d'édition de ses œuvres complètes par James Amado.